# Medan
Medan je indonéské velkoměsto na severu ostrova Sumatra a hlavní město provincie Severní Sumatra.

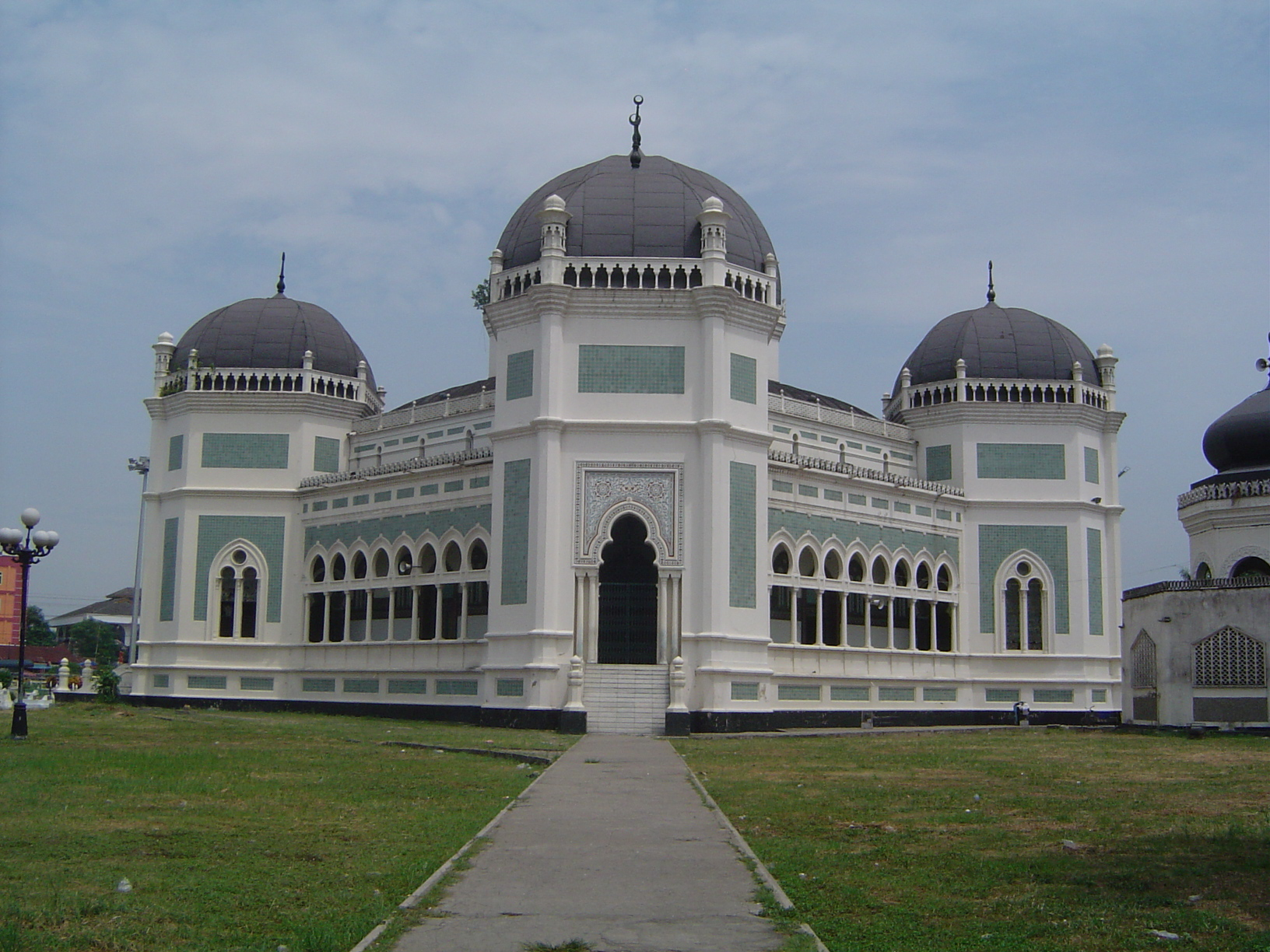
Velká mešita v Medanu

S více než 2 miliony obyvatel jde o jedno z největších indonéských měst a největší město na Sumatře. Medan se rozkládá v nížinaté krajině severovýchodní části ostrova, centrum je vzdáleno asi 20 km od pobřeží Malackého průlivu.
Zhruba polovinu obyvatel města tvoří Javánci a Batakové (souhrnné označení pro řadu etnik v oblasti severní Sumatry), zastoupeno je mnoho dalších indonéských národů, Malajci a další.
Medan se nachází v rovníkovém podnebném pásu, teploty jsou tedy celoročně vyrovnané a vysoké, srážky hojné (větší část spadne ve druhé polovině roku).
Dochovaly se některé stavby z doby nizozemské nadvlády, mezi nejvýznamnější patří vodárenská věž Tirtanadi, stará radnice a hlavní pošta.

## Partnerská města
- Čcheng-tu, Čína
- Kwangdžu, Jižní Korea
- George Town, Malajsie
- Ičikawa, Japonsko
- Milwaukee, USA